# Leon Strasburger

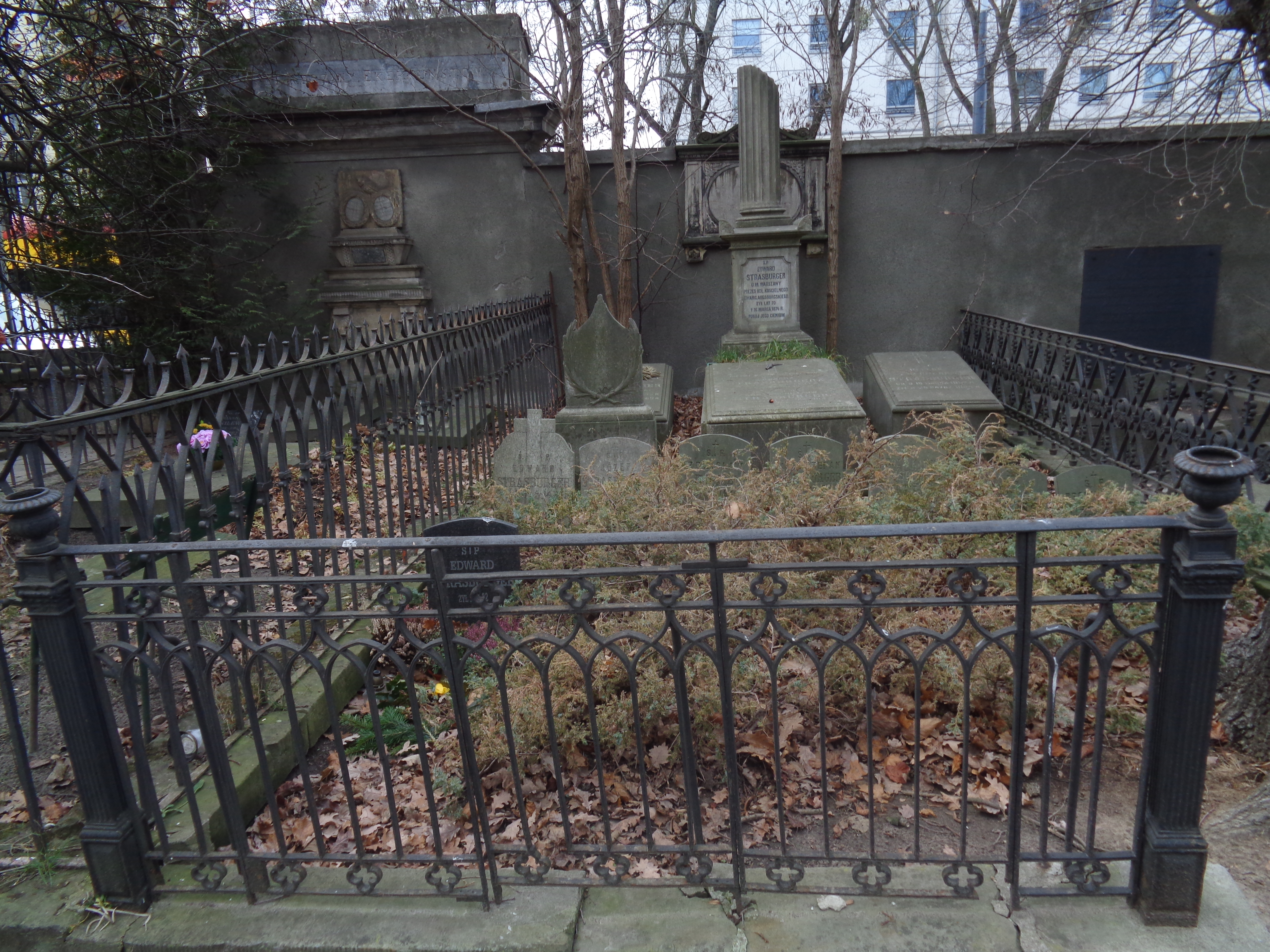
Grób Leona Strasburgera na Cmentarzu ewangelicko-augsburskim

Leon Strasburger (ur. 28 czerwca 1845 w Warszawie, zm. 17 listopada 1883 tamże) – powstaniec styczniowy, rolnik, sędzia, właściciel majątków Trzebienice i Przybysławice k. Miechowa.

## Życiorys
Syn Anny Krystyny Schütz i Edwarda Bogumiła Strasburgera; brat wybitnego botanika Edwarda Adolfa Strasburgera. Żonaty z Heleną Fryderyką Werner (1871); ojciec 3 córek, teść Stanisława Radziejowskiego, malarza, i Stefana Kozłowskiego, działacza społecznego i narodowego. Dziadek Leona Kozłowskiego, profesora archeologii, premiera rządu RP w latach 1934–1935; Tomasza Kozłowskiego, legionisty, posła na Sejm RP w latach 1930–1939; Anieli Kozłowskiej, profesor botaniki; i Zofii Kozłowskiej-Budkowej, profesor historii UJ.
Pochodził z rodziny niemieckich ewangelików przybyłych do Warszawy w końcu XVIII w. z Freibergu w Saksonii. Jego ojciec był cukiernikiem, właścicielem popularnej cukierni przy ul. Królewskiej, obok wejścia do Ogrodu Saskiego w Warszawie. Matka, w okresie manifestacji patriotycznych 1861 organizowała kwesty w kościołach i zbiórkę pieniędzy na pomnik pięciu poległych.
Jako 17-letni chłopak uciekł z domu i przyłączył się do Powstania styczniowego. Służył w oddziale gen. Mariana Langiewicza. Był ranny w bitwie pod Małogoszczem. Po przekroczeniu przez oddział granicy z Galicją został uwięziony w Krakowie. Zbiegł do Niemiec, dzięki staraniom ojca po kilku latach wrócił do Królestwa Polskiego.
Po powrocie do kraju osiadł w zakupionym majątku Trzebienice w powiecie miechowskim i poświęcił się rolnictwu. W 1872 r. nabył sąsiedni majątek w Przybysławicach. Jako rolnik wprowadzał nowoczesne sposoby upraw, narzędzia i maszyny rolnicze (żelazne pługi, brony, kultywatory, maszyny do młócenia), stosował nawożenie marglem.
Po reformie ustroju sądownictwa w Królestwie Polskim w 1876 r. był pierwszym sędzią gminnym w Miechowie.
Zmarł 17 listopada 1883, pochowany na Cmentarzu Ewangelicko-Augsburskim w Warszawie w kwaterze rodzinnej Strasburgerów (aleja 1 nr 3).